# ゆずりは (映画)
『ゆずりは』は、2018年6月16日に公開された日本映画。

## 概要
原作は新谷亜貴子の同名小説。ものまね・お笑い芸人のコロッケが本名の「滝川広志」で、映画では初の主演（葬儀社の営業部長役）を務める。撮影に際して滝川はお笑いの演技を「封印」し、「素の自分をさらけ出した初めての体験でした」と述べている。
千葉県八千代市で2017年5月 - 6月にかけて、ロケが行われた。

## キャッチコピー
三世代にわたる、“見送るものたち”の誇りと絆
大切な人のために流す涙は、
この世で一番あたたかい涙かもしれない

## キャスト
- 水島正二　: 滝川広志（コロッケ）
- 高梨歩　　: 柾木玲弥
- 松波平二郎　: 勝部演之
- 水島直子　: 原田佳奈
- 松波千代子　: 高林由紀子
- 柴山はつ子　: 三谷悦代
- 沢田朋子　: 大和田紗希
- 篠原幸一　: 小林博
- 浅羽道徳　: 前田けゑ
- 山下五郎　: 巨樹
- 三波由香　: 瀬田ミナコ
- 佐倉琴子　: 島かおり
- 今井咲　　: 武田ココナ（子役）

## スタッフ
- 監督：加門幾生
- 脚本：吉田順、久保田唱
- 題字：新谷碩雲
- エグゼクティブプロデューサー：上野由洋、猪狩茂、三上周治、小柳亮太、小山竜央
- プロデューサー：市川篤[3]、寺田元
- ラインプロデューサー：牧義寛
- キャスティングプロデューサー：渡辺茂
- 助監督：湯本信一
- 撮影：吉沢和晃
- 照明：江川斉
- 録音：土屋和之
- 装飾：山田好男
- 制作担当：鈴木勇
- 編集：金子尚樹
- 音楽：遠藤浩二
- 整音：藤林繁
- 効果：松浦大樹
- 主題歌：森本ナムア「楪〜yuzuriha〜」(babycat!records)
- 協力：千葉県、千葉県フィルムコミッション、千葉県八千代市
- 後援：八千代商工会議所
- 特別協賛：株式会社安宅
- 協賛 : 全日本葬祭業協同組合連合会、東京都葬祭業協同組合
- 制作プロダクション：北海道映画舎
- 製作：「ゆずりは」製作委員会
- 企画・制作：アジアピクチャーズエンタテインメント[4]
- 配給：エレファントハウス／アジアピクチャーズエンタテインメント

## 受賞歴
- 第28回日本映画批評家大賞特別新人賞 滝川広志（コロッケ）